# Stora Berkegöl (Bäckebo socken, Småland)
Stora Berkegöl är en sjö i Nybro kommun i Småland och ingår i Snärjebäckens huvudavrinningsområde.